# Plaza Capuchinos
La Plaza Capuchinos es un espacio público ubicado en la avenida San Martín de la parroquia San Juan de Caracas, Venezuela.

## Historia
Es una de las plazas más antiguas de la ciudad de Caracas, fue nombrada como Plaza del León en 1776, aunque no existía ningún tipo de decoración como tal para el espacio destinado a la plaza. El origen de su actual nombre se debe a que, en 1785, unos frailes capuchinos solicitaron la construcción de un hospital y una capilla frente a la plaza. El 10 de marzo de 1788, es aceptada la solicitud por medio de la Real Cédula de Carlos III de España.
El 14 de octubre de 1813, se celebró una ceremonia que partía desde la plaza hasta la Catedral de Caracas para trasladar en un carro fúnebre los restos de Atanasio Girardot; entre los presentes en la ceremonia destacaban Simón Bolívar y José Félix Ribas. El 10 de enero de 1827, Bolívar realizó una parada en la plaza, en compañía de José Antonio Páez, en lo que fue su último viaje a la ciudad de Caracas.
En 1875, nuevamente cambia de nombre por disposición del presidente Antonio Guzmán Blanco y se decide renombrar como Plaza de Abril, en honor al ascenso al poder de Guzmán, en abril de 1870. En 1881, ocurre otro cambio y se decide renombrar como Plaza Zamora, para ello se derriba la fuente que contenía el león del escudo de armas de Caracas y se levanta en ella una estatua en honor a Ezequiel Zamora. La obra fue realizada por el escultor Vitral Dubray, permaneciendo en la plaza hasta 1959, cuando se decidió retirarlo y enviarlo a Cúa, ciudad natal de Zamora. En 1929, también se inauguró la primera estatua de Andrés Bello en Caracas, obra del escultor Chicharo Gamo. 
En 1955, se redujo considerablemente el tamaño de la plaza con la construcción de la Avenida San Martín, que redujo también el tamaño de la muy vecina Plaza Italia. Luego en 1959, se le cambió el nombre a Plaza 19 de abril, pero poco después se optó definitivamente por Plaza Capuchinos.
Se puede acceder a la plaza por medio del Metro de Caracas en la estación Capuchinos.